# Karácsonmező
Karácsonmező (szlovákul: Kračúnovce) község Szlovákiában, az Eperjesi kerület Felsővízközi járásában.

## Fekvése
Girálttól 3 km-re délnyugatra, a Tapoly mellett fekszik.

## Története
A község területén előkerült leletek bizonyítják, hogy itt már a korai bronzkorban is éltek emberek.
A falut 1347-ben „Karachonmezew” néven említik először. 1382-ben „Karachonmezeu”, 1427-ben „Karachon” alakban szerepel az írásos dokumentumokban. A komlósi uradalom része volt. 1427-ben 33 portája adózott. A 17. századtól a 19. századig a Semsey család birtoka volt. 1787-ben 48 házában 501 lakos élt.
A 18. század végén Vályi András így ír róla: „KARÁCSONMEZŐ. Kracsinovce. Tót falu Sáros Várm. földes Ura Semsey Uraság, lakosai katolikusok, fekszik Vaspatakának szomszédságában, földgye jó, réttye, legelője, fája elég vagyon, a’ piatzozó helyektől sints meszse.”
1828-ban 63 háza és 479 lakosa volt, akik mezőgazdasággal, gabonakereskedelemmel foglalkoztak.
Fényes Elek 1851-ben kiadott geográfiai szótárában így ír a faluról: „Karácsonmező, (Kracinewcze), tót falu, Sáros vármegyében, Hanusfalvához éjszakra 1 1/4 mfld: 237 kath., 201 evang., 1 ref., 85 zsidó lak. Kath. paroch. templom. Jó határ. Erdő. F. u. Semsey örök. Ut. p. Eperjes.”
1920 előtt Sáros vármegye Girálti járásához tartozott.

## Népessége
| Év:            | 1994. | 2004.   | 2014.   | 2024.   |
| -------------- | ----- | ------- | ------- | ------- |
| Emberek száma: | 1024  | 1123    | 1206    | 1273    |
| Eltérés:       |       | +9,66 % | +7,39 % | +5,55 % |

| Év:            | 2023. | 2024.   |
| -------------- | ----- | ------- |
| Emberek száma: | 1271  | 1273    |
| Eltérés:       |       | +0,15 % |

1910-ben 395, túlnyomórészt szlovák lakosa volt.
2001-ben 1073 lakosából 1067 szlovák volt.
2011-ben 1175 lakosából 1131 szlovák.

## Nevezetességei
- Szent Miklós tiszteletére szentelt római katolikus temploma 14. századi eredetű. A 18. században barokk-klasszicista stílusban építették át.
- Kastélya a 17-18. század fordulóján épült.
- Kúriája a 19. század közepéről származik.

## Híres emberek
- Itt született Sartorius János evangélikus lelkész, egyházi író.
- Itt született 1830-ban Semsey Károly magyar honvédőrnagy, az amerikai polgárháború őrnagya.